# A cavallo di un pony selvaggio
A cavallo di un pony selvaggio (Ride a Wild Pony) è un film d'avventura per ragazzi del 1975 prodotto dalla Walt Disney Pictures, diretto da Don Chaffey e basato sul romanzo A Sporting Proposition di James Aldridge.

## Trama
Ambientato in una piccola città australiana nel periodo tra le due guerre mondiali, il film segue la contesa tra due ragazzi, Scott, un povero garzone di fattoria, e Josie, la figlia handicappata di un ricco proprietario terriero, per la proprietà di un cavallo ambito da entrambi. Scott desidera un cavallo per coprire le sette miglia che deve percorrere giornalmente per andare a scuola, e suo padre gli compra un pony indomo a cui Scott dà il nome di Taff. Josie desidera cavalcare ancora, ma, essendo stata affetta da poliomielite due anni prima, deve adattarsi ad usare un carretto e un pony. Il pony di Scott, che il ragazzo trattava male, scappa, e poco dopo viene consegnato a Josie un pony dalla mandria di suo padre. Quando Scott vede il cavallo, che Josie chiama Bo, in una gara alla fiera del paese, egli lo riconosce come proprio e tenta di portarlo via. La disputa che ne segue coinvolge, oltre ai ragazzi, l'intera cittadina. I ragazzi finiscono col diventare amici e, sebbene la questione sulla proprietà sia legalmente risolta, trovano un modo di condividere il pony.

## Produzione
Sebbene basato su una storia australiana, si pensò inizialmente di scrivere la sceneggiatura ambientandola in America. Tuttavia il produttore Jerome Courtland ritenne che un'ambientazione australiana non avrebbe sminuito il potenziale del film negli Stati Uniti. Di conseguenza, non solo il film fu ambientato in Australia, ma utilizzò anche un cast in gran parte di nazionalità australiana.
Le riprese iniziarono nell'ottobre del 1974 e si svolsero per lo più nella piccola città di Chiltern, nello stato di Victoria. Si girò anche nel paese rurale di Bingara nel Nuovo Galles del Sud, dove una parte del cast e della troupe alloggiò per circa tre mesi. Diversi Welsh Pony furono usati per la produzione del film.

## Accoglienza
La prima proiezione del film fu il giorno di natale del 1975 al Fine Arts theatre di Los Angeles e raccolse 9000 dollari nella prima settimana di programmazione.
Nel 1976, il New York Times criticò il film in quanto raccontava "una storia fondamentalmente senza eventi di rilievo e in qualche modo gonfiata", mentre nel 1987, in una recensione per l'edizione home video, scrisse che il film "era ben recitato, da adulti, ragazzi e pony [...] un film che i bambini – e i loro genitori – dovrebbero certamente godersi." Nel 1976 il Toledo Blade scrisse che il film "combina una sceneggiatura intelligente, un cast generalmente eccellente cast e una produzione di buon valore per un ampio richiamo."